# グアムの戦い (1941年)
グアムの戦い（ぐあむのたたかい、英語: Battle of Guam）は太平洋戦争の戦いの一つであり、グアム島をめぐって勃発した日本軍とアメリカ軍の間の戦いである。その内容としては1941年12月8日から12月9日にサイパン島から発進した日本機がグアム島に爆撃を加えた後、12月10日に歩兵第144連隊を中心とする南海支隊と第5特別陸戦隊からなる日本軍がメリッソ、ウマタック、タロフォフォ湾、ハガニア湾に上陸してアメリカ軍の守備隊と交戦を開始。400人足らずの同守備隊は約50人が死傷してその日の内に降伏した。それに対して日本軍の戦死者は1人、負傷者は7人であった。なお、その後グアム島は日本軍が占領し、同島の名称は大宮島に、主都ハガニアは明石市と改名された。

## 背景
米海軍は日本の太平洋拠点地域における唯一の米領としてグアム島を重視し、西太平洋方面で作戦する場合の前進基地として、その確保は重要な意義を持ち、ハワイ、ウェーク、フィリピンに通ずる要衝でもあり、米国から東洋への船舶、航空機、海底電線の中継地でもあったが、その軍備は近くの日本への刺激になり、米本国からも遠く補給も困難という弱点もあった。1941年、アメリカはグアム島に対し、アプラ港を潜水艦基地とし、施設の若干増設、オロテ半島の飛行場建設のため、少数の請負人夫を派遣したが、日本との開戦時に建設は間に合わなかった。
1941年10月末、日本の陸海軍は対米英蘭作戦の計画をそれぞれで決定し、開戦劈頭（）、海軍のハワイ空襲とともに、陸軍は海軍と協同し、主力をもってフィリピン及びマレー半島を席巻し、蘭印を攻略して資源地を確保し、戦争遂行態勢確立を企図した。これら陸海軍の主作戦と並行して、開戦初期に実施するグアム、ウェーク攻略戦、ビスマルク諸島攻略など中南部太平洋方面の作戦は、南東太平洋の戦略態勢を有利にし、連合軍の反撃基地を覆滅して南方進攻作戦の左側面を掩護する支作戦であり、主として海軍が担当し、陸軍は南海支隊をもって協同することになっていた

## 経過
日本軍はその大部分が11月下旬に小笠原諸島の母島に集合し、1941年（昭和16年）12月8日の開戦同日に水上偵察機16機によるグアム島空襲を実施し、小型掃海艇「ペンギン」を撃沈した。当時、グアムには日本人が数十人住んでおり、全員が開戦と同時にアメリカ軍によって逮捕監禁された。
翌9日も日本軍は空襲を実施した。同日午後11時、日本軍はグアム島の島影を視認した。そして10日午前0時、輸送船が大発動艇（大発）を海におろす作業を開始した。南海支隊は3隊に分隊し、西岸（楠部支隊）、東岸（堀江支隊）、北岸（塚本支隊）から上陸することになっており海軍陸戦隊は塚本支隊と行動を共にした。
また、楠部支隊は午前4時25分に上陸を開始した。上陸地点付近は珊瑚礁であったが、海岸部は比較的平坦で海岸付近は風波ともに穏やかであったため、人員の揚陸に支障はなく戦闘も無かった。塚本支隊は午前3時10分に上陸を開始し。海軍陸戦隊もほぼ同時に塚本支隊から5キロほど離れた地点に上陸した。
そして午前5時頃に米軍約80名と遭遇、約30分間の戦闘で米軍は死傷者約10名を出したが日本軍陸戦隊は戦死者1名と少数の軽傷者で、グアム政庁を占領した。守備隊の司令官であったグアム総督マクミリン大佐は午前5時45分、他の地点にも日本軍が上陸しているとの知らせを聞き、これ以上の抵抗は自殺行為であり現地民に被害が及ぶことを防ぐため降伏した。この時マクミリン大佐以下150名が捕虜となった。
塚本支隊は上陸点から密林の中を前進、やがて道路に到達し、そこを進んでいるうちに自動車を保有する少数の米兵と遭遇し、戦闘となりこれを全滅させた。海軍の水上偵察機も偵察・空襲行動を実施して陸軍の作戦を援護した。他の部隊が順調に作戦を遂行する中、東岸への上陸を担当していた堀江支隊は兵員の揚陸に困難を極めていた。当時、東岸付近の海上は風速10 - 12メートル、波高2 - 3メートルという悪天候であったため、輸送船から大発をおろす作業中に3隻が破損し使用不能となった。それでもなんとか大発に乗り込んで陸地目指して行動を開始したが、上陸予定地が荒れていたため予定を変更し少し南に上陸地点を移動させたが、ここも波が高かったため、やむなく船を海岸に乗り上げさせるという形で上陸した。
このような荒業を敢行したので、ここでも1隻が使用不能となっている。大発が何隻も壊れたせいで堀江支隊が戦闘に必要な最小兵力の揚陸を終了したのは戦闘のほとんど収束した午後3時のことであった。
グアムにおける戦闘は1日で終結し、死傷者の合計は日本側が戦死者1名・負傷者6名、アメリカ側が戦死者36もしくは50名、負傷者80名を数えていた。捕虜となったアメリカ兵は、アメリカ人と地元住民あわせて650名であった。その後、開戦時に拘束されていた在留日本人数十名を救出している。この後、南海支隊はラバウルに転戦した。
日本軍に占領されるとグアム島は「大宮島」と改称され、さらに首都のハガニアは「明石」と改称された。
3年後にアメリカ軍に奪還されるまで日本軍の軍政下に置かれることとなった。日本軍はこの島をサイパンと並ぶマリアナ諸島海域及び中部太平洋戦線の重要拠点と考え、2年をかけて飛行場等を建設し要塞化した。

## 参加兵力

### 日本
陸軍（総兵力4886名）
南海支隊。（司令官：堀井富太郎少将）
- 歩兵第144連隊
- 騎兵第55連隊 第3中隊
- 山砲兵第55連隊 第1大隊

海軍（一部省略）
- グァム島攻略部隊（指揮官：第五根拠地隊司令官春日篤少将）
  - 第一護衛隊（輸送船第二分隊）：敷設艦「津軽」、駆逐艦「夕月」、輸送船「チェリボン丸」、「横濱丸」、「ちゃいな丸」
  - 第二護衛隊（輸送船第三分隊）：特設砲艦「昭徳丸」、輸送船「べにす丸」、「日美丸」、「門司丸」
  - 第三護衛隊（輸送船第一分隊）：駆逐艦「菊月」、「卯月」、輸送船「くらあど丸」、「松江丸」、「大福丸」
  - 第四護衛隊：駆逐艦「朧」、特設水上機母艦「聖川丸」
  - 航空部隊：第十八航空隊
  - 第一哨戒部隊：特設砲艦「勝泳丸」、「弘玉丸」
  - 第二哨戒部隊：第六十駆潜隊（特設駆潜艇「第八京丸」、「第十京丸」、「珠江丸」）、第五十九駆潜隊（特設駆潜艇「第五昭南丸」、「第六昭南丸」、「昭福丸」）
  - 掃海部隊：第十五掃海隊（特設掃海艇「第二文丸」、「第三關丸」）
  - 陸戦部隊：陸戦隊一個大隊（約400名）
- グァム島攻略支援部隊（指揮官：第六戦隊司令官五藤存知少将）
  - 第六戦隊（重巡洋艦「青葉」、「衣笠」、「加古」、「古鷹」）

### アメリカ
守備隊（司令官：ジョージ・マクミリン海軍大佐）
（守備隊は約400名の海兵隊員と現地民で構成されていた。総兵力750-550名）艦船4隻
- 小型哨戒艇「ペンギン」、第16号哨戒艇、第17号哨戒艇
- 港用油槽艦「R・L・バーンズ」